# Maria Pekli
Maria Pekli est une judokate australienne d'origine hongroise née le 12 juin 1972 à Baja (Hongrie).

## Biographie
Elle dispute les Jeux olympiques d'été de 2000 à Sydney où elle remporte la médaille de bronze. En 2015, elle entre à l'IJF Hall of Fame,.

## Palmarès

### Jeux olympiques
- Jeux olympiques d'été de 2000 à Sydney
  -  Médaille de bronze en -57 kg[3]

### Championnats d'Europe
Représentant la Hongrie
- Championnats d'Europe de judo 1996
  -  Médaille d'argent en -57 kg

### Jeux du Commonwealth
- Jeux du Commonwealth de 2002 2002 à Manchester :
  -  Médaille d'or dans la catégorie des poids légers (-57 kg).